# Gnophos deliciaria
Gnophos deliciaria là một loài bướm đêm trong họ Geometridae.